# Berthet One
Pour les articles homonymes, voir Berthet.
Berthet One, né le 25 octobre 1976 à La Courneuve, est un street artiste, plasticien et auteur de bande dessinée français.

## Jeunesse et influences
Berthet est né le 25 octobre 1976 à La Courneuve. Il passe sa jeunesse ainsi que son adolescence dans la cité des 4 000 à La Courneuve. Il est issu d’une famille de 7 enfants et fils de parents congolais. Il grandit en regardant le Club Dorothée à la télévision et en lisant des bandes dessinées tel que le journal de Mickey, Gaston Lagaffe ou encore les schtroumpfs. Il sera aussi marqué par l'avènement de la culture hip-hop dans les années 80, culture à laquelle il décide de devenir acteur via le graffiti. Cependant, il est aussi important de comprendre qu’il grandit dans un département de Seine-Saint-Denis dans lequel la violence est quotidienne.
Le dessin est présent dans sa vie depuis qu’il sait tenir un crayon. Il commence donc très tôt à dessiner des bandes dessinées et autres dessin avec pour objectif d’en faire son métier. Cependant, ses professeurs ainsi que son entourage l'encouragent à choisir une voie plus conventionnelle estimant que le milieu de l’art n’est pas un milieu dans lequel il peut réussir.
Dès le collège, il commence le graffiti en taguant d’abord dans sa ville puis dans toute l’Île-de-France. 
Finalement, en 2006 après avoir oscillé entre le droit chemin et la criminalité, il braque une bijouterie et est condamné à 10 ans de prison. Au cours de sa détention, il reprend ses études et obtient un bac L et un BTS en communication. En cours, ses camarades remarquent son talent pour le dessin et l'encouragent à continuer vers cette voie. Cependant, il n’y prête pas plus d’attention jusqu’à ce qu’un gardien impressionné par ses œuvres l’inscrive aux cours de dessin de la prison. De là, il gagne la 1re édition du Concours Transmurailles à Angoulême. Ses dessins sont alors exposés lors du Festival international de la BD d'Angoulême. Il obtient une libération conditionnelle en février 2010, à mi- peine. Dès sa sortie, il est repéré pour exposé à la Wild Stylerz Gallery rue Faubourg Saint Honoré.

## Art
Dès ses débuts, il cherche à relier le monde de la BD au graffiti notamment en dessinant les personnages de ses planches. Son art devient pour lui un exutoire, que ce soit à travers le graffiti ou, plus particulièrement, dans les cases qu'il dessine, il cherche à exprimer sa vision de la société. Les années vont le pousser à perfectionner son art ainsi qu’à maîtriser le lettrage. Cette volonté de se perfectionner se retrouve aussi dans ses dessins, lui qui est désormais indépendant dans la création de ses bandes dessinées. De plus, porté par l’ambition de marquer l'histoire, il se développera sur un nouveau support qu’est la toile en fibre de lin qui est pour lui une volonté de toujours continuer à exister dans l’infini. 
Son style graphique est fortement influencé par l'esthétique de la culture hip-hop et fusionne harmonieusement avec l'univers de la bande dessinée. C’est dans cette optique que l’on voit apparaître “Berthet”, personnage qui deviendra récurrent dans ses toiles ainsi que ses BD. Influencé par les lectures de son enfance, il commence à associer les protagonistes de cette époque tels que Mickey et les schtroumpfs à son personnage. Cette association intergénérationnelle le fera alors découvrir à un public plus large qui porte désormais de l'intérêt à ses créations. Cependant, ce ne sont pas les seules choses récurrentes que l’on trouve dans ses tableaux. On y retrouve aussi les traditionnels “flop” typique du graffiti ainsi qu'une de ses créations qu’est la “déchirure”. La déchirure consiste à créer un relief dans la toile qui symbolise les différentes visions de la société avec l'utilisation de la “punition” pour ancrer le nom “Berthet” dans l’histoire.

## Association
Berthet One fonde en 2013 l'association Makadam qui a pour but la prévention et la réinsertion par l'art. Elle permettra notamment d'organiser des ateliers pédagogiques autour du dessin « en prison, dans des écoles sensibles de banlieues et zones rurales ainsi que dans des médiathèques et autres maisons des jeunes et de la culture (MJC) »
En 2024, il est le premier artiste à signer dans l'agence de talent du rappeur Booba : startingblock.

## Expositions récentes (sélection)
Il est en exposition permanent dans la Galerie Perahia, 2 Rue Dauphine, 75006 Paris
- Galerie Libres Couleurs, Aéroville, 2024
- Galerie macha, Paris, 2024
- Malls Store, Paris, 2023
- L’Essentiel, Paris, 2021
- Pavillon carré de Baudouin, Paris, 2020
- Wild Style Galerie,Paris rue Faubourg Saint Honoré, 2012

## Œuvres littéraires
- L’Évasion, éditions Indeez, 2010
- Vive la Liberthet - L'Évasion Tome 2, éditions Boite à Bulles, 2015